# Eucalyptus olivina
Eucalyptus olivina är en myrtenväxtart som beskrevs av Murray Ian Hill Brooker och Stephen Donald Hopper. Eucalyptus olivina ingår i släktet Eucalyptus och familjen myrtenväxter. Inga underarter finns listade i Catalogue of Life.